# 브르흐니카

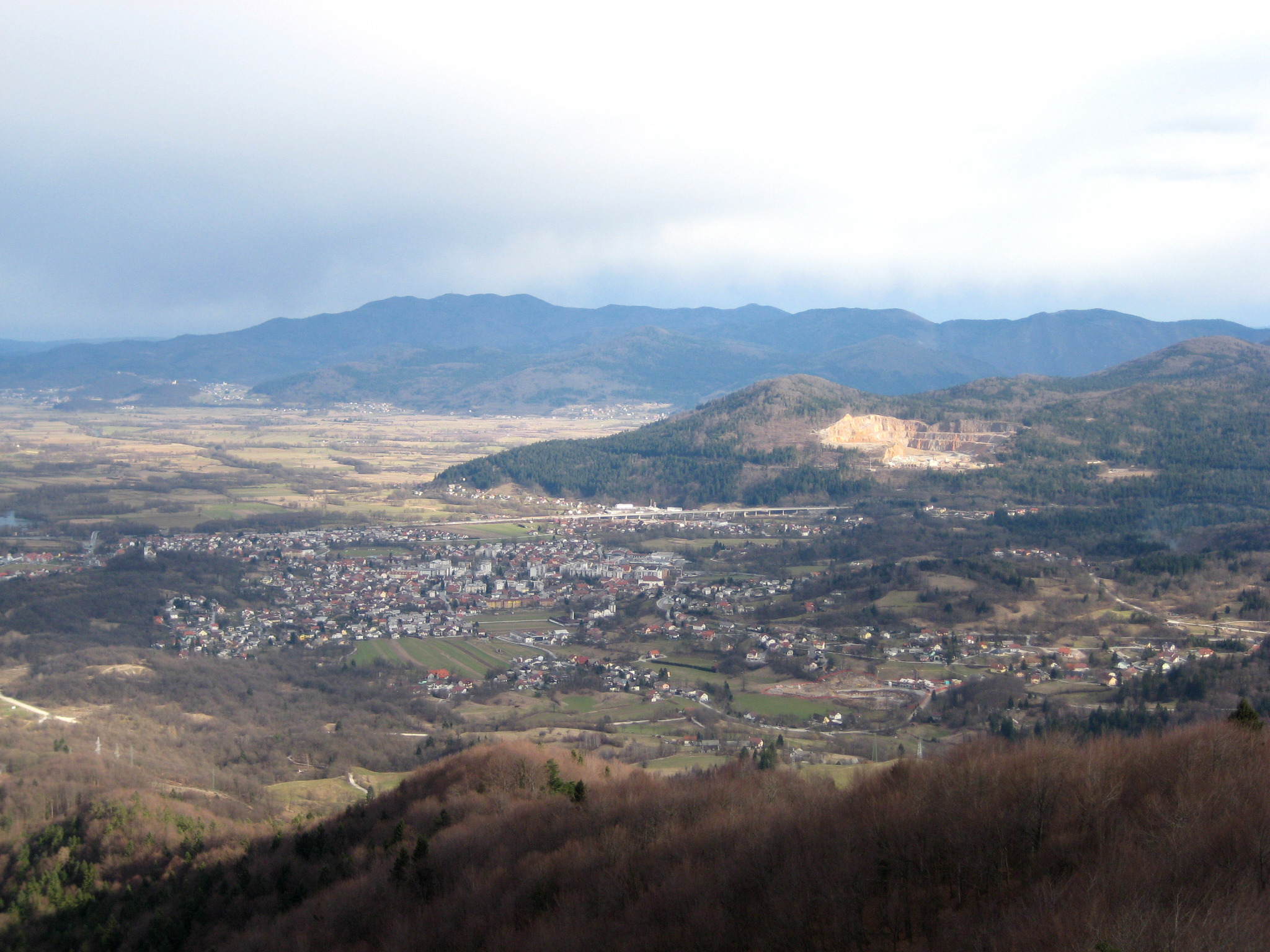
브르흐니카

브르흐니카의 위치

브르흐니카(슬로베니아어: Vrhnika, 독일어: Oberlaibach 오버라이바흐[*])는 슬로베니아의 도시로 면적은 113.3 km2, 높이는 293m, 인구는 14,373명(2002년 기준), 인구 밀도는 126.9명/km2이다.